# Drugi rząd Garreta FitzGeralda
Drugi rząd Garreta FitzGeralda – rząd Irlandii funkcjonujący od 14 grudnia 1982 do 10 marca 1987.
Wybory do Dáil Éireann 24. kadencji zakończyły się zwycięstwem Fianna Fáil (FF). Większość koalicyjną stworzyły jednak Fine Gael (FG) i Partia Pracy (Lab.), dzięki czemu Garret FitzGerald mógł powrócić na urząd premiera. W styczniu 1987 ministrowie z Partii Pracy ustąpili z zajmowanych stanowisk. Po kolejnych wyborach z 1987 gabinet został zastąpiony przez trzeci rząd Charlesa Haugheya.

## Skład rządu
- Taoiseach: Garret FitzGerald (FG)[1]
- Tánaiste: Dick Spring (Lab., do stycznia 1987), Peter Barry (FG, od stycznia 1987)
- Minister środowiska: Dick Spring (Lab., do grudnia 1983), Liam Kavanagh (Lab., od grudnia 1983 do lutego 1986), John Boland (FG, od lutego 1986)
- Minister rolnictwa: Austin Deasy (FG)
- Minister obrony: Patrick Cooney (FG, do lutego 1986), Paddy O’Toole (FG, od lutego 1986)
- Minister edukacji: Gemma Hussey (FG, do lutego 1986), Patrick Cooney (FG, od lutego 1986)
- Minister finansów: Alan Dukes (FG, do lutego 1986), John Bruton (FG, od lutego 1986)
- Minister spraw Gaeltachtu: Paddy O’Toole
- Minister rybołówstwa i leśnictwa: Paddy O’Toole (FG, do lutego 1986)
- Minister turystyki, rybołówstwa i leśnictwa: Liam Kavanagh (Lab., od lutego 1986 do stycznia 1987)[3], Paddy O’Toole (FG, od stycznia 1987)
- Minister spraw zagranicznych: Peter Barry (FG)
- Minister zdrowia: Barry Desmond (Lab., do stycznia 1987), John Boland (FG, od stycznia 1987)
- Minister spraw społecznych: Barry Desmond (Lab., do lutego 1986), Gemma Hussey (FG, od lutego 1986)
- Minister przemysłu i energii: John Bruton (FG, do grudnia 1983)
- Minister energii: Dick Spring (Lab., od grudnia 1983 do stycznia 1987)[4], Michael Noonan (FG, od stycznia 1987)
- Minister sprawiedliwości: Michael Noonan (FG, do lutego 1986), Alan Dukes (FG, od lutego 1986)
- Minister pracy: Liam Kavanagh (Lab., do grudnia 1983), Ruairi Quinn (Lab., od grudnia 1983 do stycznia 1987), Gemma Hussey (FG, od stycznia 1987)
- Minister poczt i telegrafów oraz minister transportu: Jim Mitchell (FG, do stycznia 1984)
- Minister komunikacji: Jim Mitchell (FG, od stycznia 1984)
- Minister służb publicznych: John Boland (FG, do lutego 1986), Ruairi Quinn (Lab., od lutego 1986 do stycznia 1987), John Bruton (FG, od stycznia 1987)
- Minister handlu i turystyki: Frank Cluskey (Lab., do grudnia 1983), Garret FitzGerald (FG, w grudniu 1983)
- Minister przemysłu, handlu i turystyki: John Bruton (FG, od grudnia 1983 do lutego 1986)[5]
- Minister przemysłu i handlu: Michael Noonan (FG, od lutego 1986)[6]